# Thouarcé
Thouarcé är en kommun i departementet Maine-et-Loire i regionen Pays de la Loire i nordvästra Frankrike. Kommunen ligger i kantonen Thouarcé som tillhör arrondissementet Angers. År 2018 hade Thouarcé 1 961 invånare.

## Befolkningsutveckling
Antalet invånare i kommunen Thouarcé
| Referens: INSEE |